# Moniza Alvi
Pour les articles homonymes, voir Alvi.
Moniza Alvi (née le 2 février 1954) est une écrivaine anglo-pakistanaise.

## Biographie
Moniza Alvi est née à Lahore, au Pakistan, d'un père pakistanais et d'une mère anglaise. Son père s'installa en Angleterre à Hatfield, dans le comté du Hertfordshire, alors qu'elle n'avait que quelques mois. Ce ne fut qu'après la publication de son premier recueil de poésie (The Country at my Shoulder (français : Le Pays Derrière Moi)) qu'elle retourna au Pakistan. Elle a travaillé quelques années comme professeur en lycée et est maintenant écrivaine en indépendante et tutrice au Open College of the Arts, et vit à Londres. Elle a une fille, Alice, avec son mari, Robert.

## Poésie
Alvi a dit : « Presents from My Aunts in Pakistan (français : Les Cadeaux de Mes Tantes au Pakistan) [...] est un des premiers poèmes que j'ai écrit. Je n'étais alors jamais retournée au Pakistan. La fille du poème pourrait être moi à 13 ans. Ses habits lui collent à la peau de manière incomfortable, comme s'il s'agissait d'une seconde peau, et elle pense que sa vie est compliquée. C'était important pour moi d'écrire à propos du Pakistan, c'était comme un retour aux sources. Et il y a peut-être un sens caché dans ces poèmes, à propos de ce qui m'est arrivé, comme si j'essayais d'explorer quelques pistes ignorées auparavant, si c'est possible. »
Moniza Alvi et Peter Daniels ont conjointement gagné le Poetry Business Prize en 1991 (pour des œuvres différentes cependant - Presents from my aunts in Pakistan, pour Moniza Alvi), ce qui résulta en la publication de leur recueil de poésie Peacock Luggage (français : Bagages de Paon). Presents from My aunts (français : Les Cadeaux de Mes Tantes au Pakistan) et An Unknown Girl (français : Une Fille Inconnue) ont déjà fait partie du corpus de textes pour les GCSE anglais.
Depuis lors, Moniza Alvi a écrit quatre recueils de poésie. The Country at My Shoulder (français : Le Pays Derrière Moi, 1993) lui a valu d'être sélectionnée dans la promotion Poètes de la Nouvelle Génération de la Poetry Society. Elle a aussi publié une série de nouvelles (How The Stone Found its Voice (français : Comment la Pierre S'Exprime), 2005), inspirée des Just So Stories de Kipling.
En 2002, Moniza Alvi a reçu le Prix Cholmondeley pour l'intégralité de son œuvre. En 2003, certains de ses poèmes ont été publiés en édition bilingue, en anglais et en néerlandais. Un assortiment de poèmes tirés de ses précédentes œuvres, Split World: Poems 1990-2005 (français : Un Monde déchiré: Poèmes, 1990-2005), a été publié en 2008.

## Œuvres choisies

### Poésie (en anglais)
- Carrying my Wife (Bloodaxe, 2000)  (ISBN 978-1-85224-537-5)
- Souls (Bloodaxe, 2002)  (ISBN 978-1-85224-585-6)
- How the Stone Found its Voice (Bloodaxe, 2005)  (ISBN 978-185224694-5)
- Split World: Poems 1990-2005 (Bloodaxe, 2008)  (ISBN 978-1-85224-802-4)

### Ressources audio (en anglais)
- The Poetry Quartets 6 with George Szirtes, Michael Donaghy and Anne Stevenson (Bloodaxe / British Council 2001)  (ISBN 978-1-85224-519-1)